# Тузовский
Тузо́вский (гора Тузовская) — щитовой вулкан на Камчатке.
Входит в Срединный хребет. В географическом плане вулканическое сооружение имеет несколько вытянутую в меридиональном направлении форму с осями 6 × 8 км, площадью в 25 км². Объём изверженного материала ~5 км³. Абсолютная высота — 1533 м, относительная же высота составляют около 700 м. Диаметр кратера — 300 м, глубина — 30 м. На склонах вулкана Тузовский сформировано около восьми шлаковых конусов. Породы, слагающие вулкан, представлены андезито-базальтами и базальтами.
Деятельность вулкана относится к голоценовому периоду.
На южном склоне вулкана берёт начало ручей Тузовской.